# Scuola Grande di San Marco
Koordinaten: 45° 26′ 22,9″ N, 12° 20′ 29,3″ O

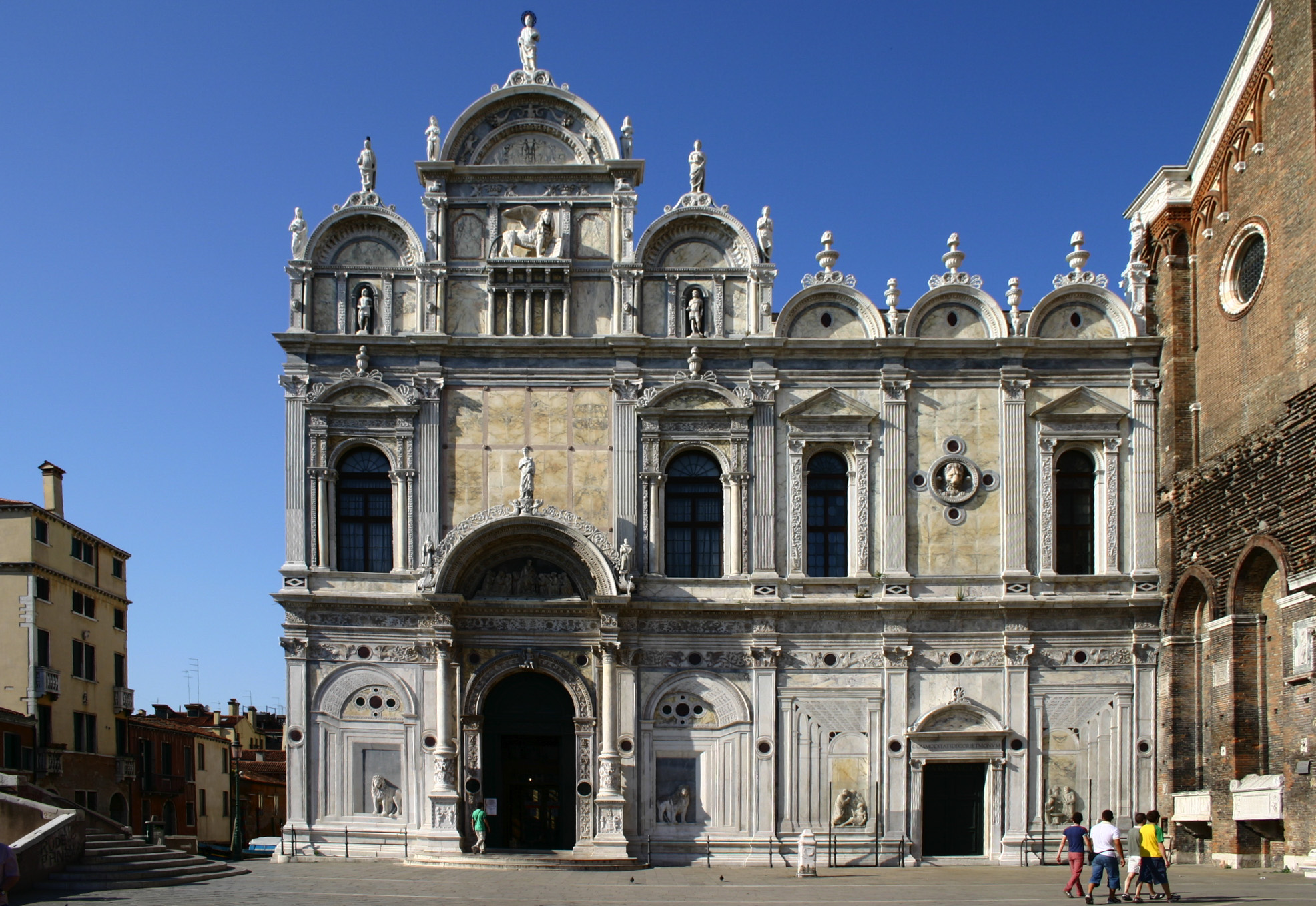
Die Scuola Grande di San Marco 2006

Die Scuola Grande di San Marco in Venedig ist ein Gebäude aus der venezianischen Frührenaissance direkt neben der Kirche San Zanipolo. Heute ist das Gebäude der Haupteingang des Krankenhauses Ospedale Civile SS. Giovanni e Paolo di Venezia.

## Geschichte
Die Scuola war der Sitz einer Laienbruderschaft, die bereits 1260 gegründet wurde. Ursprünglich hatte die Bruderschaft ihren Sitz in der Kirche Santa Croce, an deren Stelle sich heute die Giardini Papadopoli befinden. Um 1437 zog die Bruderschaft in die Scuola Grande di San Marco. Das Wort Scuola bedeutet in diesem Zusammenhang nicht „Schule“ im Sinne von „Lernanstalt“, sondern ist eine Bezeichnung für Zünfte und Laienbruderschaften mit karitativen und geistlichen Aufgaben. Die Scuola Grande di San Marco war eine der sechs großen Bruderschaftshäuser. Am 30. März 1485 wurde das ursprüngliche Gebäude durch ein Feuer zerstört.
Das heute noch bestehende Gebäude wurde im Stil der venezianischen Frührenaissance erbaut. Pietro Lombardo begann den Bau 1488–1490, Mauro Codussi führte ihn bis 1495 fort und beendete die Fassade sowie die große Innentreppe. Die Familie Lombardo war zwar offiziell nicht mehr beteiligt, lieferte aber weiterhin Ornamente und Skulpturen an Codussi.
Das Gebäude behergte die Scuola, bis im frühen 19. Jahrhundert bis auf die Scuola Grande di San Rocco alle Bruderschaften durch Napoleon aufgelöst wurden. 1808 wurde das Gebäude zuerst in ein österreichisches Militärkrankenhaus umgewandelt, seit 1819 beherbergt das Gebäude ein ziviles Krankenhaus. Die wertvollen Treppen im Innenhaus wurden beim Umbau zerstört.
Im Ersten Weltkrieg wurde die Sala di San Marco vernichtet. 2000 bis 2004 wurde die Fassade renoviert.

## Architektur

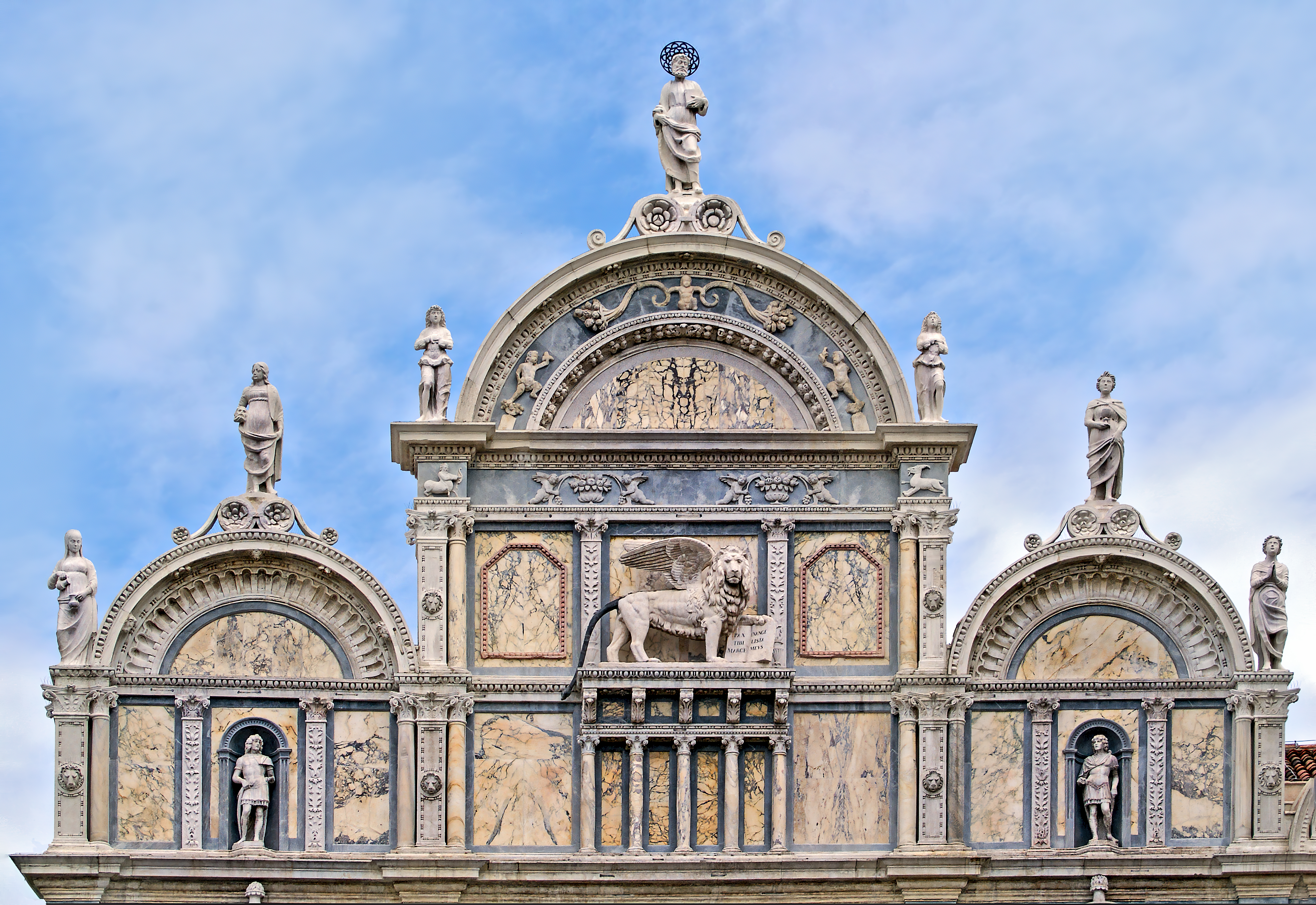
Der obere Teil der Fassade

### Fassade und äußere Architektur
Die Fassade ist in zwei Abschnitte eingeteilt, jeder mit einem eigenen Eingangsportal. Mit Ädikulä und Lisenen ist das Gebäude ein Schmuckstück aus der Frührenaissance. Berühmt ist die Fassade wegen der großen Reliefs aus illusionistischen polychromen Marmorinkrustationen, die den Eindruck geöffneter, in die Tiefe fluchtender Hallen erwecken sollen.
Die Marmordekoration und die Reliefs des unteren Teils (zwei Leoni marciani und Storie di San Marco) werden der Familie Lombardo zugeschrieben. Das Hauptportal ist mit Säulen ausgeschmückt und in seiner Archivolte befindet sich eine Lünette mit dem Relief San Marco venerato dai confratelli (San Marco von den Mitbrüdern verehrt), das Bartolomeo Bon zugeschrieben wird.

### Inneneinrichtung
Das Untergeschoss besteht aus der großen, allen Schmucks entkleideten Eingangshalle, von der eine große zweiläufige Treppe hinaufführt. Sie ist eine Rekonstruktion aus dem 19. Jahrhundert. Das Original, gestaltet von Condussi, wurde beim Umbau in ein Krankenhaus zerstört. Den Durchgang zum hinter der Scuola gelegenen Hospital gab es bis Anfang des 19. Jahrhunderts nicht. Rechts neben dem Haupteingang führte ein zweiter Eingang in die ehemaligen Verwaltungsräume der Scuola.
Im Obergeschoss, wo heute die medizinische Bibliothek ist, befinden sich der große Saal und die sogenannte Sala del albergo, mit großartigen vergoldeten Kassettendecken. Die übrigen Decken waren reich bemalt, im Gegensatz zu den Deckengemälden der nicht aufgelösten Scuola Grande di San Rocco gingen die Gemälde bei Auflösung der Bruderschaft allerdings verloren. Einige Gemälde von Jacopo Palma (der Alte), Jacopo Palma (der Junge), Domenico Tintoretto, Vittore Belliniano und Padovanino wurden wieder ins Gebäude zurückgebracht, andere (zum Beispiel von Giovanni Bellini und Jacopo Tintoretto) befinden sich heute in der Galleria dell’Accademia in Florenz oder in der Pinacoteca di Brera in Mailand.